# Landesregierung Kristian Djurhuus I

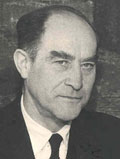
Kristian Djurhuus

Die erste Landesregierung mit Kristian Djurhuus als Ministerpräsident an der Spitze war die zweite Regierung der Färöer nach Erlangung der Selbstverwaltung durch das färöische Autonomiegesetz (heimastýrislógin) vom März 1948.
Die Regierung bestand vom 15. Dezember 1950 bis 18. Dezember 1954. Es war eine Koalition von Sambandsflokkurin und Fólkaflokkurin, die von Kristian Djurhuus vom Sambandsflokkurin angeführt wurde.
Thorstein Petersen vom Fólkaflokkurin war stellvertretender Ministerpräsident sowie Minister ohne Geschäftsbereich. Der zweite Minister, Rikard Long vom Fólkaflokkurin, war ebenfalls ohne Geschäftsbereich.
Thorstein Petersen  schied nach einem Jahr aus der Regierung aus und Rikard Long wurde stellvertretender Ministerpräsident. Hákun Djurhuus übernahm den freigewordenen Ministerposten.

## Mitglieder
Mitglieder der Landesregierung Kristian Djurhuus I vom 15. Dezember 1950 bis zum 18. Dezember 1954:
| Aufgabenbereich                                                 | Minister                                            | Minister           | Partei                |
| --------------------------------------------------------------- | --------------------------------------------------- | ------------------ | --------------------- |
| Ministerpräsident (Løgmaður)                                    | Kristian Djurhuus                                   |                    | B – Sambandsflokkurin |
| Stellvertr. Ministerpräsident u. Minister ohne Geschäftsbereich | Thorstein Petersen (15. Dez. 1950 – 15. Sept. 1951) |                    | A – Fólkaflokkurin    |
| Stellvertr. Ministerpräsident u. Minister ohne Geschäftsbereich | Rikard Long (15. Dez. 1951 – 18. Dez. 1954)         | A – Fólkaflokkurin |                       |
| Minister ohne Geschäftsbereich                                  | Rikard Long (15. Dez. 1950 – 15. Dez. 1951)         | A – Fólkaflokkurin |                       |
| Minister ohne Geschäftsbereich                                  | Hákun Djurhuus (15. Dez. 1951 – 18. Dez. 1954)      | A – Fólkaflokkurin |                       |